# Le Soler
Le Soler település Franciaországban, Pyrénées-Orientales megyében. Lakosainak száma 7896 fő (2022. január 1.). Le Soler Pézilla-la-Rivière, Villeneuve-la-Rivière, Baho, Toulouges, Thuir, Saint-Féliu-d’Avall és Perpignan községekkel határos.

## Népesség
A település népességének változása:
| Lakosok száma | 7300 | 7624 | 7779 | 7710 | 7753 | 7752 | 7868 | 7846 | 7896 |
|               | 2013 | 2015 | 2016 | 2017 | 2018 | 2019 | 2020 | 2021 | 2022 |